# 格雷格·博耶
格雷格·博耶（英語：Greg Boyer，1958年2月5日—），生于纽约，美国前男子水球运动员。他曾代表美国国家队参加1988年夏季奥林匹克运动会水球比赛，获得一枚银牌。